# Kochova křivka

Kochova křivka

Kochova křivka (někdy mylně nazývaná křivka Kochové) je matematická křivka, jedna z prvních popsaných fraktálních křivek. Známější je jako součást Kochovy vločky, vytvořené ze tří spojených Kochových křivek. Křivka je pojmenována po švédském matematikovi Helge von Kochovi, který ji popsal ve své práci Sur une courbe continue sans tangente, obtenue par une construction géométrique élémentaire z roku 1904.

## Konstrukce Kochovy křivky

Konstrukce Kochovy křivky

Kochova křivka vznikne nekonečným opakováním jednoduchého postupu. Na začátku je prostá úsečka (v případě Kochovy vločky rovnostranný trojúhelník tvořený třemi takovými úsečkami). V každém kroku se pak provede následující:
1. Úsečka se rozdělí na třetiny.
2. Nad prostřední třetinou se sestrojí rovnostranný trojúhelník.
3. Základna trojúhelníka (bývalá prostřední třetina úsečky) se odstraní.

Tím se z původní úsečky stane křivka složená ze čtyř úseček (resp. z trojúhelníka se stane šesticípá hvězda) a postup se rekurzivně opakuje s každou takto vzniklou úsečkou.
Kochova křivka vznikne jako limita při opakování tohoto postupu do nekonečna. Její délka je nekonečná, neboť se v každém kroku prodlouží vždy o třetinu – ze tří částí úsečky vzniknou čtyři stejně dlouhé. Z toho vyplývá, že po n -tém kroku bude délka křivky (4/3)n délky původní úsečky. Hausdorffova dimenze Kochovy křivky je tudíž log 4/log 3 ≅ 1,26 (tj. křivka zaplňuje rovinu více než pouhá přímka s dimenzí 1, ale nezaplňuje ji úplně jako například Peanova křivka s dimenzí 2).
Kochova křivka je spojitá, ale v žádném bodě nemá tečnu ani derivaci. Kochovu křivku lze také definovat jako systém iterovaných funkcí (IFS).

### Konstrukce pomocí L-systému
Kochovu křivku lze jednoduše popsat pomocí následujícího L-systému.
| gramatika         |              |
| abeceda:          | F + -        |
| axiom:            | F            |
| přepis. pravidla: | F → F+F--F+F |
| interpretace      |              |
| úhel otočení:     | 60°          |

Kochova vločka by se vytvořila změněním axiomu na F--F--F, Kochova anti-vločka změněním na F++F++F.

## Kochova vločka

První čtyři iterace Kochovy vločky

Jak už bylo řečeno, Kochova vločka (někdy též Kochův ostrov) vzniká tím, že se na počátku pracuje s rovnostranným trojúhelníkem místo jediné úsečky, výsledkem je tedy plošný fraktální útvar. Obsah takového útvaru je (na rozdíl od jeho obvodu) konečný. V každém kroku se sice plocha zvětšuje, ale přidávané trojúhelníky jsou čím dál menší a výsledkem je konvergentní geometrická řada. Obsah Kochovy vločky je roven 8/5 obsahu původního trojúhelníka. U Kochovy vločky tedy nekonečně dlouhá křivka ohraničuje konečnou plochu.

## Modifikované verze
Mírnou modifikací pravidel je možno vytvořit mnoho podobných křivek. Eric Haines také vytvořil trojrozměrnou verzi Kochovy vločky.
| Obrázek                     | Konstrukce |
| --------------------------- | --- |
| Cesàrův fraktál             | Cesàrův fraktál je varianta Kochovy křivky s úhlem mezi 60 a 90 stupni.                                                               |
| Modifikovaná Kochova křivka | Pravoúhlá modifikace Kochovy vločky vznikne tak, že se místo trojúhelníků na prostřední třetině vytváří čtverec, úhel otočení je 90°. |
| Kochova anti-vločka         | Kochova anti-vločka vznikne tak, že se trojúhelníky vytváří směrem dovnitř útvaru, zmenšují tak obsah fraktálu.                       |
| Kochův povrch               | Přirozené zobecnění Kochovy křivky do 3D někdy označováno jako Kochův povrch.                                                         |